# Jeux de l'Extrême-Orient 1923
Navigation
Édition précédente Édition suivante
Les Jeux de l'Extrême-Orient de 1923 sont la sixième édition de cette compétition multisports; ils ont opposé la Chine, le Japon et les Philippines, et se sont tenus du 21 au 25 mai à Osaka, dans l'empire du Japon. C'est la première et seule fois qu'Osaka a accueilli l'événement, en rupture avec l'usage selon lequel la capitale Tokyo était le lieu japonais traditionnel d'organisation. Java, la Thaïlande et l'Indochine française ont été invitées à y participer, mais ont refusé de venir. Un total de huit sports a été joué au cours de l'événement de cinq jours.
Pendant les jeux, Lou Salvador (en) des Philippines a établi le record de tous les temps pour le plus de points marqués par un joueur lors d'un match pendant une compétition internationale de basket-ball. Il a marqué 116 points pour les Philippines contre la Chine pour récupérer la médaille d'or.
Dans la compétition de football, la Chine était représentée par South China AA, une équipe de Hong Kong.
Les femmes ont participé aux jeux pour la première fois. Des matchs de démonstration de tennis et de volley-ball ont été joués, mais sans distribution officielle de médailles.
Il y a eu des appels à un boycott de ces jeux en Chine, en raison des mauvaises relations entre la Chine et le Japon, mais, comme la délégation chinoise était traditionnellement menée par un Américain de la branche chinoise de la YMCA, la nation a participé aux jeux malgré cela. Ce fait a conduit à de nouvelles interrogations dans la presse à propos de la souveraineté nationale de la Chine dans les rencontres sportives internationales.

## Participants
- République de Chine
- Empire du Japon
- Philippines

## Sports

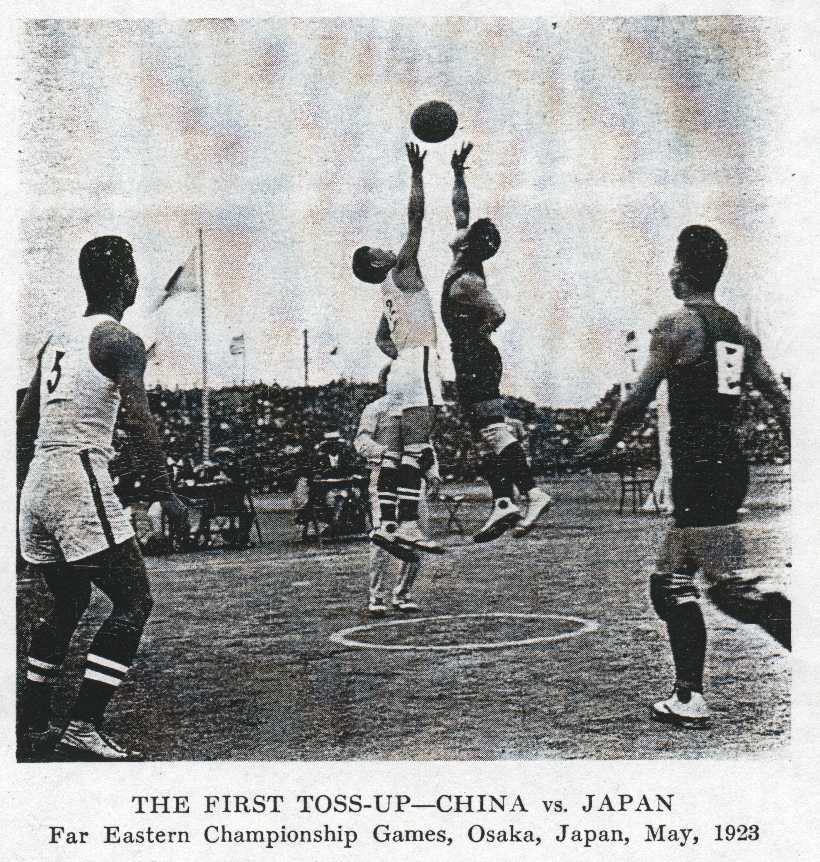
Premier jet de balle de la compétition de basket-ball

- Athlétisme
- Baseball
- Basket-ball
- Football
- Natation
- Plongeon
- Tennis
- Volley-ball